# Diatrypa brunnea
Diatrypa brunnea är en insektsart som beskrevs av Lucien Chopard 1912. Diatrypa brunnea ingår i släktet Diatrypa och familjen syrsor. Inga underarter finns listade i Catalogue of Life.